# Philtrum

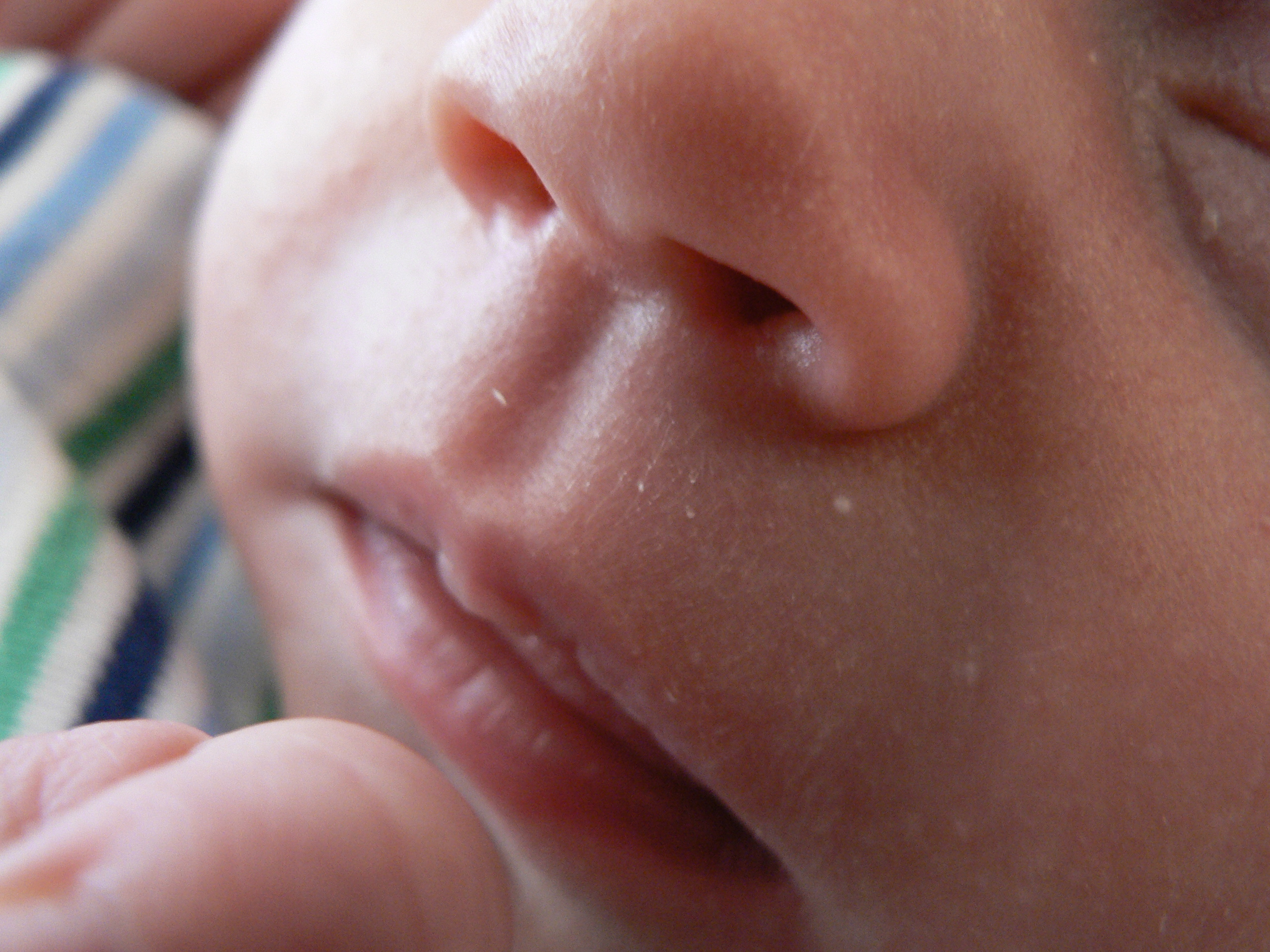
Philtrum chez un bébé

Le philtrum ou philtre (du grec ancien φίλτρον / phíltron (« charme ») dérivé de φιλεῖν / phileîn (« aimer ; embrasser »)) est la fossette située au milieu de la lèvre supérieure des humains. 

## Définition et étymologie

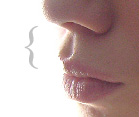
Philtrum

Chez les humains, le philtrum est la fossette située entre le nez et la lèvre supérieure. Certains primates en possèdent également un. Le philtrum n'a pas de propriété organique propre mais est cependant l'objet de croyances, notamment amoureuses. Pour cette raison sa partie basse qu'il forme avec la lèvre supérieure est qualifiée d'« arc de Cupidon ».
Le dictionnaire Larousse le définit comme un « repli en forme de gouttière qui relie la base du nez à la lèvre supérieure » et précise également que ce mot d'origine latine est issu du grec ancien φίλτρον, signifiant « aimer ».[réf. nécessaire]

## Croyances
Dans la croyance populaire, le philtrum est dénommé le « doigt de l'ange ». Il est associé au mythe de l'ange qui explique tous les secrets de la vie au fœtus mais qui en posant son doigt à cet endroit précis lui fait tout oublier avant sa naissance.

## Origine

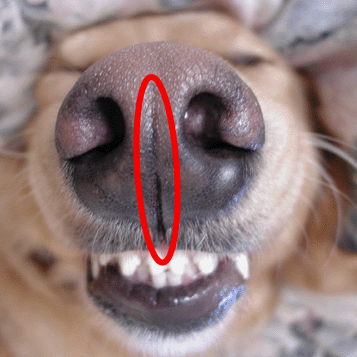
Philtrum de chien

Cette fossette est liée à l’évolution et au développement du visage humain in utero, entre la 4e et la 6e semaine de grossesse. Elle est un vestige de la fente chez les mammifères qui possèdent un rhinarium (truffe), qui va du milieu des narines jusqu'au milieu de la lèvre supérieure. L'Homme partage cette caractéristique avec les autres haplorrhiniens.[réf. nécessaire]

## Pathologies
Certaines maladies congénitales peuvent affecter l'apparence du philtrum. Cela peut survenir - entre autres causes - en cas d'exposition prénatale à l'alcool, ou au tabac ou à d'autres drogues : le bébé nait alors avec un philtrum atténué, voire absent, malformation appelée en français bec-de-lièvre.